# Gueux
Gueux ist eine französische Gemeinde mit 1.901 Einwohnern (Stand: 1. Januar 2022) im Département Marne in der Region Grand Est. Sie gehört zum Arrondissement Reims und zum Kanton Fismes-Montagne de Reims. Die Einwohner werden Gueuxiens genannt.

## Geographie
Gueux liegt rund acht Kilometer westlich von Reims. Umgeben wird Gueux von den Nachbargemeinden Muizon im Norden, Thillois im Osten, Ormes im Südosten, Coulommes-la-Montagne im Süden, Méry-Prémecy im Südwesten, Janvry im Westen und Rosnay im Westen und Nordwesten.
Durch die Gemeinde führt die Autoroute A4. 

## Bevölkerungsentwicklung
| 1962                       | 1968 | 1975 | 1982 | 1990 | 1999 | 2006 | 2012 | 2018 |
| -------------------------- | ---- | ---- | ---- | ---- | ---- | ---- | ---- | ---- |
| 722                        | 984  | 1144 | 1213 | 1414 | 1425 | 1772 | 1723 | 1741 |
| Quellen: Cassini und INSEE |      |      |      |      |      |      |      |      |

## Sehenswürdigkeiten

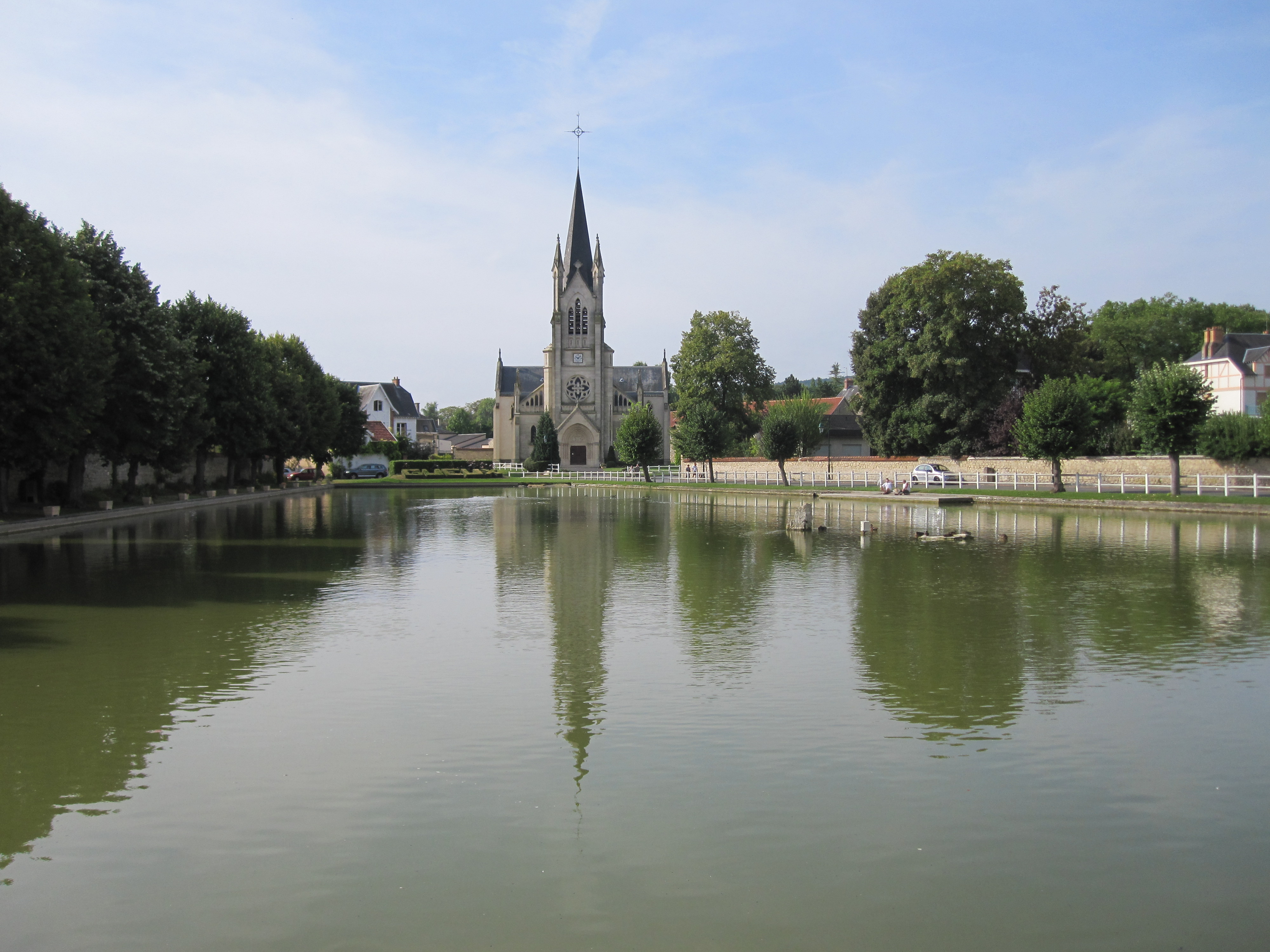
Kirche Saint-Timothée et Saint-Apollinaire
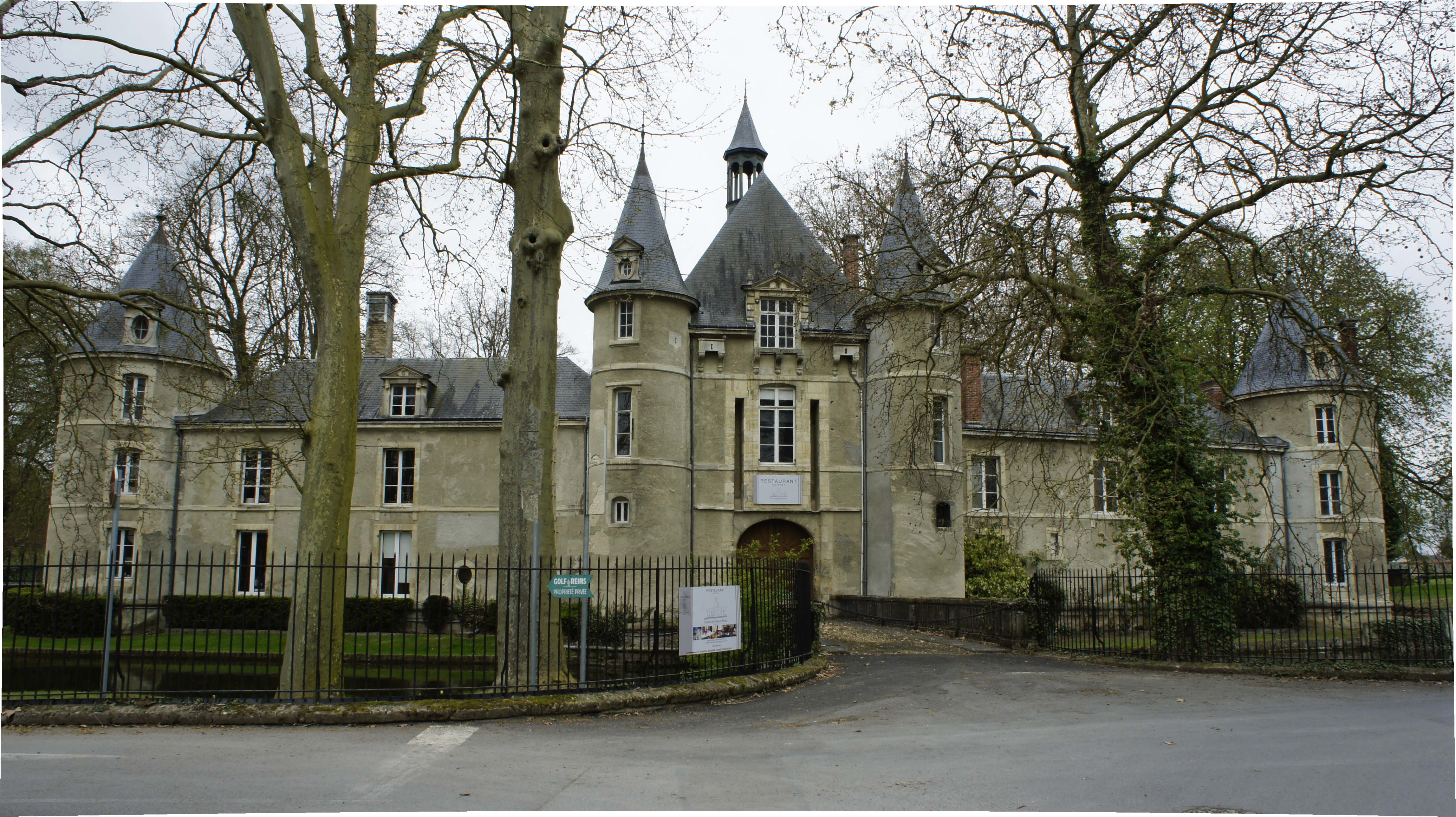
Schloss Gueux
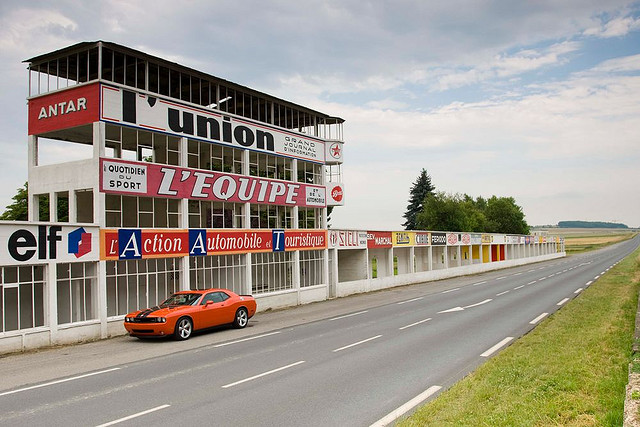
Rennstrecke Reims-Gueux

- Kirche Saint-Timothée et Saint-Apollinaire
- Schloss Gueux
- Boxenanlage der Rennstrecke Reims-Gueux